# داروهای ضروری سازمان جهانی بهداشت
داروهای اساسی سازمان جهانی بهداشت (به انگلیسی: WHO Model List of Essential Medicines) فهرستی از داروهای مهم و اساسی است که پیشنهاد شده تا به مقدار کافی در هر کشور موجود باشند. این فهرست توسط سازمان جهانی بهداشت (WHO) ایجاد شده‌است. این فهرست نخستین‌بار در سال ۱۹۷۷ منتشر شد و شامل ۲۰۴ قلم دارویی بود. ۱۵۶ کشور تا سال ۲۰۱۶ فهرست داروهای ضروری ملی خود را برپایه فهرست سازمان جهانی بهداشت ایجاد کرده‌اند. فهرست ملی هر کشور بین ۳۳۴ تا ۵۸۰ دارو را در بر می‌گیرد. در مارس ۲۰۱۷ سازمان جهانی بهداشت بیستمین ویرایش این فهرست برای بزرگسالان و ششمین فهرست برای کودکان را منتشر کرد.
فهرست زیر بر پایه نوزدهمین ویرایش داروهای بزرگسالان درست شده‌است:

## داروهای بی‌حسی

### بیهوشی عمومی و اکسیژن

#### داروهای استنشاقی
- هالوتان
- ایزوفلوران
- دی نیتروژن مونوکسید
- اکسیژن

#### داروهای تزریقی
- کتامین
- پروپوفول[note ۱]

### بی‌حسی موضعی
- لیدوکائین
- لیدوکائین + اپی‌نفرین
- افدرین†

### داروهای پیش از عمل و آرام‌بخش مراحل کوتاه‌مدت
- آتروپین
- میدازولام
- مرفین

## داروهای ضد درد و مراقبت تسکینی

### داروهای ضدالتهابی غیر مخدر و غیر استروئیدی(NSAID)
- استیل‌سالیسیلیک اسید (آسپیرین)
- ایبوپروفن
- استامینوفن[note ۲] (پاراستامول)

### ضددردمخدر
- کدئین
- مرفین[note ۳]

### داروهای درمان تسکینی
- آمی تریپتیلین
- سایکلیزین
- دگزامتازون
- دیازپام (والیوم)
- دوکوزات
- فلوکستین
- هالوپریدول
- هیوسین ان بوتیل بروماید
- هیوسین
- لاکتولوز
- لوپرامید
- متوکلوپرامید
- میدازولام
- اندانسترون
- گلیکوزید سنا

## ضد آلرژی و داروهای مورد استفاده در آنافیلاکسی
- دگزامتازون
- اپی‌نفرین (آدرنالین)
- کورتیزول
- لوراتادین[note ۴]
- پردنیزولون

## پادزهرها و مواد دیگر مورد استفاده در مسمومیت

### غیر اختصاصی
- زغال فعال (چارکول)

### اختصاصی
- استیل سیستئین
- آتروپین
- کلسیم گلوکونات
- متیلن بلو
- نالوکسان
- پنی سیلامین
- نیل فرنگی
- سدیم نیتریت
- سدیم تیوسولفات
- دفروکسامین مسیلات†
- دیمرکاپرول†
- فومه‌پیزول†
- سدیم کلسیم ادنتیت (EDTA)†
- دی مرکاپتو سوکسینیک اسید†

## ضد تشنج / ضد صرع
- کاربامازپین
- دیازپام (والیوم)
- لورازپام
- منیزیم سولفات[note ۵]
- فنوباربیتال
- فنی توئین
- والپروات سدیم
- اتوسوکزوماید†

## داروهای ضد عفونت

### ضد کرم

#### ضد کرم روده‌ای
- آلبندازول
- لوامیزول
- مبندازول
- نیکلوزاماید
- پرازیکوانتل
- پیرانتل

#### ضدفیلاریاز
- آلبندازول
- دی اتیل کاربامازین
- ایفرمکتین

#### ضدکرم لوله‌ای
- پرازیکوانتل
- تری کلابندازول
- اکسامنیکین†

### ضد باکتری

#### داروهای بتا لاکتام
- آموکسی‌سیلین
- کوآموکسی‌کلاو (آموکسی‌سیلین + اسید کلاوولانیک)
- آمپی‌سیلین
- بنزاتین بنزیل پنی سیلین
- بنزیل پنی‌سیلین
- سفالکسین
- سفازولین[note ۶]
- سفیکسیم[note ۷]
- سفتریاکسون[note ۸]
- کلوگزاسیلین
- فنوکسی متیل پنی‌سیلین (پنی‌سیلین V)[note ۹]
- سفوتاکسیم†[note ۱۰]
- سفتازیدیم†
- ایمی پنم/سایلاستین[note ۱۱]

#### غیره
- آزیترومایسین[note ۱۲]
- کلرامفنیکل
- سیپروفلوکساسین
- کلاریترومایسین[note ۱۳]
- داکسی‌سایکلین
- اریترومایسین
- جنتامایسین
- مترونیدازول
- نیتروفورانتوئین
- اسپکتینومایسین
- کوتریموکسازول
- تری متوپریم
- کلیندامایسین†
- وانکومایسین†

#### داروهای ضد جذام
- کلوفازیمین
- داپسون
- ریفامپین

#### داروهای ضد سل
- اتامبوتول
- اتامبوتول + ایزونیازید
- اتامبوتول + ایزونیازید + پیرازینامید + ریفامپین
- اتامبوتول + ایزونیازید + ریفامپین
- ایزونیازید
- ایزونیازید + پیرازینامید + ریفامپین
- ایزونیازید + ریفامپین
- پیرازینامید
- ریفابوتین[note ۱۴]
- ریفامپین
- ریفاپنتاین[note ۱۵]
- آمیکاسین†
- آر ۲۰۷۹۱۰†
- کاپرئومایسین†
- سیکلوسرین[note ۱۶]†
- دلامانید†
- اتیوناماید[note ۱۷]†
- کانامایسین†
- لووفلوکساسین[note ۱۸]†
- لینزولید†
- پاراآمینوسالیسیلیک اسید (PAS)†
- استرپتومایسین

### داروهای ضد قارچ
- آمفوتریسین بی
- کلوتریمازول
- فلوکونازول
- فلوسیتوزین
- گریزئوفولوین
- نیستاتین
- پتاسیم یدید†

### داروهای ضد ویروس

#### داروهای ضد تبخال
- اسیکلوویر...

#### آنتی‌رتروویرال

##### بازدارنده رونوشت برداری معکوس نوکلئوتید/نوکلئوزیدی
- آباکاویر (ABC)
- لامیوودین (3TC)
- استاوودین (d4T)
- تنوفوویر (TDF)
- زیدوودین (ZDV or AZT)

##### بازدارنده رونوشت برداری معکوس غیر نوکلئوزیدی
- افاویرنز (EGV or EFZ)
- نویراپین (NVP)

##### بازدارنده پروتئاز
- آتازاناویر
- ایندیناویر (IDV)
- لوپیناویر/ ریتوناویر (LPV/r)
- ریتوناویر
- ساکوناویر (SQV)

###### ترکیبی
- Abacavir/lamivudine
- افاویرنس + امتریکیتابین[note ۱۹] + Tenofovir
- امتریکیتابین[note ۱۹] + تنوفوویر
- لامیوودین + نویراپین + استاوودین
- لامیوودین + نویراپین + زیدوودین
- لامیوودین + زیدوودین

##### غیره
- اوسلتامیویر[note ۲۰]
- ریباویرین[note ۲۱]
- والگان‌سیکلوویر

### داروهای ضدهپاتیت

#### داروهایهپاتیت B
—داروهای بازدارنده آنزیم ترانس کرپیتاز معکوس نوکلئوتید/نوکلئوزید
- - Entecavir
  - (Tenofovir disoproxil fumarate (TDF

#### داروهای هپاتیت C
—بازدارنده‌های نوکلئوس پلیمراز
- - Sofosbuvir
- ; —بازدارنده‌های پروتئاز
  - Simeprevir
- ; —بازدارنده‌های NS5A
  - داکلاتاسویر
- ; —بازدارنده‌های پلیمراز غیرنوکلئوزیدی
  - Dasabuvir
- ; —ضد ویروسهای دیگر
  - Ribavirin[note ۲۲]
  - Pegylated interferon alpha (2a or 2b)†[note ۲۳]
- ; —داروهای ترکیبی با دوز خاص
  - لدی‌پاسویر + Sofosbuvir
  - Ombitasvir + پاریتاپرویر + Ritonavir

### داروهای ضد تک یاختگان

#### داروهای ضد آمیب و ضد ژیاردیازیس
- دیلوکسانید
- مترونیدازول

#### داروهای ضد سالک
- آمفوتریسین بی
- Miltefosine
- پارامومایسین
- Sodium stibogluconate or meglumine antimoniate

#### داروهای ضد مالاریا
هیدروکسی کلوریکین

##### قطعی‌کننده درمان
- آمودیاکین[note ۲۴]
- آرتمتر[note ۲۵]
- آرتمتر + لومفانترین[note ۲۶]
- آرتسونات[note ۲۷]
- Artesunate + آمودیاکین[note ۲۸]
- آرتسونات + مفلوکین
- کلروکین[note ۲۹]
- داکسی‌سایکلین[note ۳۰]
- مفلوکین[note ۳۱]
- پریماکین[note ۳۲]
- کینین[note ۳۳]
- سولفادوکسین + پیریمتامین[note ۳۴]

##### پروفیلاکسی
- کلروکین[note ۳۵]
- داکسی‌سایکلین
- مفلوکین
- پروگوانیل[note ۳۶]

#### داروهای ضد پنوموسیتوز و ضد توکسوپلاسموز
- پیریمتامین
- تریپل سولفا
- سولفامتوکسازول + تری متوپریم
- پنتامیدین†

#### ضد تریپانوزومال

##### تریپانوزومیازیس آفریقایی

###### داروهای درمان درجه اول تریپانوزومیازیس آفریقایی
- پنتامیدین[note ۳۷]
- سورامین[note ۳۸]

###### داروهای درمان درجه دوم تریپانوزومیازیس آفریقایی
- افلورنتین[note ۳۹]
- Melarsoprol
- Nifurtimox[note ۴۰]

#### تریپانوزومیازیس آمریکایی
- بنزنیدازول
- نیفورتیموکس

## داروهای ضد میگرن

### حمله شدید
- استیل‌سالیسیلیک اسید (آسپیرین)
- ایبوپروفن
- استامینوفن (پاراستامول)

### پیشگیری
- پروپرانولول

## پادنئوپلاسمی و سرکوب‌کننده سیستم ایمنی

### سرکوب‌کننده سیستم ایمنی
- آزاتیوپرین†
- سیکلوسپورین†

### سیتوتوکسیک و داروهای کمکی
- ترتینوئین†
- آلوپورینول†
- آسپاراژیناز†
- بنداموستین†
- بلئومایسین†
- فولینیک اسید†
- کپسیتابین†
- کربوپلاتین†
- کلرامبوسیل†
- سیس‌پلاتین†
- سیکلوفسفامید†
- سیتارابین†
- داکاربازین†
- داکتینومایسین†
- دانوروبیسین†
- دوستاکسل†
- دوکسورابیسین†
- اتوپوساید†
- فلودارابین†
- فلوروراسیل†
- فیلگراستیم†
- جمسیتابین†
- هیدروکسی اوره†
- ایفوسفامید†
- ایماتینیب†
- ایرینوتکان
- مرکاپتوپورین†
- مسنا†
- متوتروکسات†
- اکسالی‌پلاتین†
- پاکلیتاکسل†
- پروکاربازین†
- ریتوکسی‌مب†
- تراستوزومب†
- تیوگوانین†
- وینبلاستین†
- وینکریستین†

### هورمون و ضد هورمون
- Anastrozole†
- Bicalutamide†
- دگزامتازون†
- کورتیزول†
- متیل پردنیزولون†
- پردنیزولون†
- تاموکسیفن†

## داروهای درمانپارکینسون
- بی‌پریدن
- لوودوپا + کاربی‌دوپا

## داروهای مؤثر بر خون

### داروهای کمخونی
- آهن(II) سولفات
- آهن(II) سولفات + اسید فولیک
- اسید فولیک
- هیدروکسوکوبالامین

### داروهای مؤثر بر انعقاد
- Enoxaparin
- هپارین
- فیلوکینون
- پروتامین سولفات
- Tranexamic acid
- وارفارین
- Desmopressin†

### دیگر داروها برای هموگلوبینوپاتی‌ها
- دفروکسامین مسیلات†[note ۴۱]
- هیدروکسی اوره†

## فراورده‌های خونی و جایگزین پلاسما با منشأ انسانی

### خون و فراورده‌های خون
- پلاسمای تازه
- پلاکت
- گلبول قرمز
- خون کامل

### داروهای پلاسمایی

#### ایمونوگلوبولین انسانی
- Anti-D immunoglobulin
- Anti-rabies immunoglobulin
- Anti-tetanus immunoglobulin
- ایمونوگلوبولین طبیعی†

#### فاکتورهای انعقادی
- فاکتور هشت†
- فاکتور نه†

### جایگزین پلاسما
- دکستران 70[note ۴۲]

## داروهای کاردیووسکولار

### داروهای ضد آنژین
- بیزوپرولول[note ۴۳]
- نیتروگلیسرین
- ایزوسورباید دی نیترات
- وراپامیل

### داروهای ضد آریتمی
- بیزوپرولول[note ۴۳]
- دیگوکسین
- اپی‌نفرین (آدرنالین)
- لیدوکائین
- وراپامیل
- آمیودارون†

### داروهای ضد فشار خون
- آملودیپین
- بیزوپرولول[note ۴۳]
- Enalapril
- Hydralazine[note ۴۴]
- هیدروکلروتیازید
- متیل‌دوپا[note ۴۵]
- نیتروپروساید سدیم†
- فوروزماید

### داروهای نارسایی قلبی
- بیزوپرولول[note ۴۳]
- دیگوکسین
- انالاپریل
- هیدروکلروتیازید
- اسپیرونولاکتون
- دوپامین†

### داروهای ضد ترومبوز

#### داروهای ضد پلاکت
- استیل‌سالیسیلیک اسید
- کلوپیدوگرل

#### داروهای ترومبولیتیک (تجزیه‌کنندهترومبوز)
- استرپتوکیناز†

### داروهای ضد چربی لیپیدی
- سیمواستاتین[note ۴۶]

## درماتولوژی (موضعی)

### داروهای ضدقارچ
- میکونازول
- سلنیوم دی‌سولفید
- سدیم تیوسولفات
- تربینافین

### داروهای ضدعفونت
- موپیروسین
- پتاسیم پرمنگنات
- سیلور سولفادیازین

### داروهای ضد التهاب و ضدخارش
- بتامتازون
- کالامین دی
- کورتیزول

### داروهای افتراق پوست و تکثیر
- بنزوئیل پروکساید
- قطران زغال‌سنگ
- فلوروراسیل
- پودوفیلین
- سالیسیلیک اسید
- اوره

### داروهای گال و جَرَب
- بنزیل بنزوات
- پرمترین

## عوامل تشخیصی

### داروهای چشم‌پزشکی
- فلورسین سدیم
- تروپیکامید

### رسانه حاجب رادیولوژی
- دیاتریزوئیک اسید
- باریوم سولفات
- یوهگزول
- مگلومین ایوتروکسات†

## ضدعفونی‌کننده‌ها

### ضدعفونی بدن(آنتی سپتیک)
- کلرهگزیدین
- اتانول
- پوویدون آیوداین

### ضدعفونی محیط (دیزاینفکت)
- ضدعفونی‌کننده دست حاوی الکل
- محصولات برپایه کلر
- کلروکسیلنول
- گلوتار آلدئید

## دیورتیک‌ها (مُدِر)
- آمیلوراید
- فوروزماید
- هیدروکلروتیازید
- مانیتول
- اسپیرونولاکتون

## داروهای دستگاه گوارش
- آنزیم‌های پانکراس

### داروهای ضد زخم معده
- امپرازول
- رانیتیدین

### داروهای ضد استفراغ
- دگزامتازون
- متوکلوپرامید
- اندانسترون

### داروهای ضد التهاب
- سولفاسالازین
- کورتیزول†

### مسهل و ملین
- داروهای برپایه برگ سِنا

### داروهای ضد اسهال

#### مایع درمانی خوراکی
- او آر اس

#### داروهای ضد اسهال کودکان
- روی سولفات[note ۴۷]

## هورمون‌ها، دیگر داروهای غدد درون‌ریز و ضد بارداری

### هورمون آدرنال و جایگزین سنتتیک
- فلودروکورتیزون
- کورتیزول

### آندروژن‌ها
- تستوسترون†

### جلوگیری از بارداری

#### خوراکی
- اتینیل استرادیول + لوونورژسترول
- اتینیل استرادیول + نوراتیسترون
- لوونورژسترول

#### تزریقی
- استرادیول ۱۷ بتا-سیپیونات + مدروکسی‌پروژسترون استات
- مدروکسی‌پروژسترون استات
- نورتیندرین انانتات

#### وسایل درون رحمی
- مس-حاوی آی‌یودی

#### روش پوششی
- کاندوم
- دیافراگم ضد بارداری

#### کاشتنی
Etonogestrel - ایمپلنت کاشتنی در بدن و رهاکننده دارو
- لوونورژسترول- ایمپلنت کاشتنی در بدن و رهاکننده دارو

### انسولین و داروهای دیابت
- گلی کلازید[note ۴۸]
- گلوکاگون
- انسولین (تزریقی)
- انسولین با سرعت عمل میانه
- متفورمین

### القاءکنندهتخمک‌گذاری
- کلومیفن سیترات†

### پروجسترون
- مدروکسی‌پروژسترون استات

### داروهای تیروئید و ضد تیروئید
- لووتیروکسین
- پتاسیم یدید
- پروپیل تیواوراسیل
- محلول لوگول†

## ایمونولوژیک

### عوامل تشخیص
- توبرکولین، (PPD)

### سرم و ایمونوگلوبولین‌ها
- ایمونوگلوبولین پادزهر گزندگان سمی[note ۴۹]
- ضد سم دیفتری

### واکسن‌ها
- واکسن سل (ب.ث. ژ)
- واکسن وبا
- واکسن دیفتری
- واکسن آنفلوانزا نوع بی
- واکسن هپاتیت آ
- واکسن هپاتیت بی
- واکسن پاپیلوما ویروس انسانی
- واکسن آنفلوانزا
- واکسن آنسفالیت ژاپنی
- واکسن سرخک
- واکسن مننژیت مننگوکوک
- واکسن اوریون
- واکسن سیاه سرفه
- واکسن پنوموکوکی
- واکسن فلج اطفال
- واکسن هاری[note ۵۰]
- واکسن روتاویروس
- واکسن سرخجه
- واکسن کزاز
- Tick-borne encephalitis vaccine[note ۵۱]
- واکسن تیفوئید
- واکسن آبله مرغان
- واکسن تب زرد

## شل‌کننده‌های ماهیچه (عملکرد محیطی) و مهارکننده‌های کولین‌استراز
- آتراکوریوم
- نئوستیگمین
- سوکسینیل کولین
- وکرونیوم
- پیریدوستیگمین†

## آماده‌سازی چشم

### عوامل ضد عفونت
- اسیکلوویر
- آزیترومایسین
- جنتامایسین
- Ofloxacin
- تتراسایکلین

### عوامل ضد التهاب
- پردنیزولون

### بی‌حسی موضعی
- تتراکائین

### داروهای ضد گلوکوم
- استازولامید
- لاتانوپروست
- پیلوکارپین
- تیمولول

### گشادکننده مردمک
- آتروپین[note ۵۲]
- اپی‌نفرین (آدرنالین)†

### عامل ضد رشد اندوتلیال رگ (VEGF)
- بواسیزامب†

## اکسیتوسیک و آنتی‌اکسیتوسیک

### اکسیتوسیک‌ها
- ارگومترین
- میزوپرستول
- اکسی‌توسین
- میزوپرستول†[note ۵۳]

### آنتی‌اکسیتوسیک (گشادکننده رحم)
- نیفیدیپین

## محلول دیالیز صفاقی
- محلول دیالیز صفاق †

## داروهای اختلالات رفتاری و روانی

### داروهای مورد استفاده در اختلالاتروانپریشی(سایکوتیک)
- کلرپرومازین
- فلوفنازین
- هالوپریدول
- ریسپریدون
- کلوزاپین†

### داروهای مورد استفاده در اختلالات خلقی

#### داروهای مورد استفاده در اختلالات افسردگی
- آمی تریپتیلین
- فلوکستین

#### داروهای مورد استفاده در اختلالات دو قطبی
- کاربامازپین
- لیتیوم کربنات
- والپروات سدیم

### داروهای برای اختلالات اضطرابی
- دیازپام (والیوم)

### داروهای مورد استفاده در اختلالات وسواسی-جبری
- کلومیپرامین

### داروهای برای اختلالات ناشی از مصرف مواد روانگردان
- درمان جایگزین نیکوتین (NRT)
- متادون†

## داروهای عمل‌کننده بر روی دستگاه تنفسی

### ضد آسم و داروهای بیماری انسدادی مزمن ریوی
- بکلومتازون
- بودزونید
- اپی‌نفرین (آدرنالین)
- ایپراتروپیوم بروماید
- سالبوتامول

## محلول اصلاح آب، الکترولیت و اختلال اسید و باز

### خوراکی
- او آر اس
- پتاسیم کلرید

### تزریقی
- گلوکز
- گلوکز و سدیم کلرید
- پتاسیم کلرید
- سدیم کلرید
- جوش شیرین
- سدیم لاکتات

### گوناگون
- آب قابل تزریق

## ویتامین‌ها و مواد معدنی
- اسید اسکوربیک
- کلسیم
- کلکلسیفرول[note ۵۴]
- Ergocalciferol
- ید
- Nicotinamide
- Pyridoxine
- Retinol
- ویتامین ب۲
- سدیم فلوئورید
- ویتامین ب۱
- کلسیم گلوکونات†

## گوش و حلق و بینی کودکان
- استیک اسید
- بودزونید
- سیپروفلوکساسین
- Xylometazoline

## داروهای ویژه برای مراقبت از نوزادان

### داروهای تجویز شده به نوزاد
- کافئین سیترات
- کلرهگزیدین
- ایبوپروفن†
- پروستاگلاندین ای†
- سورفاکتانت†

### داروهای تجویز شده به مادر
- دگزامتازون

## داروهای بیماری‌های مفاصل

### داروهای مورد استفاده در درمان نقرس
- آلوپورینول

### عوامل تغییر دهنده بیماری برای درمان بیماری‌های روماتویید
- کلروکین
- آزاتیوپرین†
- هیدروکسی کلروکین†
- متوتروکسات†
- پنی سیلامین†
- سولفاسالازین†

### آرتریت جوانان
- استیل‌سالیسیلیک اسید[note ۵۵]

## یادداشت
1. ↑  بسته به موجود بودن در منطقه و هزینه می‌توان از تیوپنتال به عنوان جایگزین استفاده کرد.
2. ↑  به دلیل نبودن مدرک اثبات شده جهت اثر بخشی ضدالتهابی به عنوان داروی ضد التهاب توصیه نمی‌شود.
3. ↑  فقط می‌تواند با هایدرومرفون و اکسی کودون جایگزین شود.
4. ↑  در موارد محدودی ممکن است نقش خواب‌آوری آنتی هیستامینها مورد نظر باشد (فهرست داروهای ضروری کودکان).
5. ↑  فقط برای درمان اکلامپسی (مسمومیت حاملگی) و پره ا کلامپسی شدید و نه برای سایر اختلالات تشنج آور دیگر.
6. ↑  برای پیشگیری از عفونت (پروفیلاکسی) در جراحی.
7. ↑  فهرست شده فقط برای درمان سوزاک مقعدی-تناسلی بدون عارضه با مصرف تنها یک دوز.
8. ↑  همراه با کلسیم داده نشود همچنین در نوزادان مبتلا به هایپربیلیروبینمیا (افزایش بیلیروبین خون-یرقان) از تجویز خودداری شود.
9. ↑  داروی پروکاین بنزیل پنیسیلین به عنوان خط اول درمان سپسیس در نوزادان توصیه نمی‌شود مگر در مناطق با میزان بالای آمار مرگ و میر نوزادان در صورتی که دسترسی به مراقبت در بیمارستان امکان ندارد و دارو توسط بهداشتکاران آموزش دیده داده شود.
10. ↑  نسل سوم سفالوسپورینهای منتخب برای استفاده در نوزادان بستری در بیمارستان.
11. ↑  Only listed for the treatment of life‐threatening hospital‐based infection due to suspected or proven multidrug‐resistant infection
12. ↑  Only listed for single‐dose treatment of genital Chlamydia trachomatis and of trachoma.
13. ↑  For use in combination regimens for eradication of H. pylori in adults.
14. ↑  For use only in patients with HIV receiving protease inhibitors.
15. ↑  For treatment of latent TB infection ( LTBI ) only
16. ↑  Terizidone may be an alternative.
17. ↑  Prothionamide may be an alternative.
18. ↑  Ofloxacin and moxifloxacin may be alternatives based on availability and programme considerations.
19. 1 2  FTC is an acceptable alternative to 3TC, based on knowledge of the pharmacology, the resistance patterns and clinical trials of antiretrovirals.
20. ↑  Potentially severe or complicated illness due to confirmed or suspected influenza virus infection in accordance with WHO treatment guidelines.
21. ↑  For the treatment of viral haemorrhagic fevers and in combination with pegylated interferons for the treatment of Hepatitis C.
22. ↑  For the treatment of hepatitis C, in combination with peginterferon and/or direct acting anti-viral medicines.
23. ↑  To be used in combination with ribavirin.
24. ↑  To be used in combination with artesunate 50 mg.
25. ↑  For use in the management of severe malaria.
26. ↑  Not recommended in the first trimester of pregnancy or in children below 5 kg.
27. ↑  To be used in combination with either amodiaquine, mefloquine or sulfadoxine + pyrimethamine.
28. ↑  Other combinations that deliver the target doses required such as 153 mg or 200 mg (as hydrochloride) with 50 mg artesunate can be alternatives.
29. ↑  For use only for the treatment of P.vivax infection.
30. ↑  For use only in combination with quinine.
31. ↑  To be used in combination with artesunate 50 mg.
32. ↑  Only for use to achieve radical cure of P.vivax and P.ovale infections, given for 14 days.
33. ↑  For use only in the management of severe malaria, and should be used in combination with doxycycline.
34. ↑  Only in combination with artesunate 50 mg.
35. ↑  For use only in central American regions, for use for P.vivax.
36. ↑  For use only in combination with chloroquine.
37. ↑  To be used for the treatment of Trypanosoma brucei gambiense infection.
38. ↑  To be used for the treatment of the initial phase of Trypanosoma brucei rhodesiense infection.
39. ↑  To be used for the treatment of Trypanosoma brucei gambiense infection
40. ↑  Only to be used in combination with eflornithine, for the treatment of T. b. gambiense infection.
41. ↑  Deferasirox oral form may be an alternative, depending on cost and availability.
42. ↑  Polygeline, injectable solution, 3.5% is considered as equivalent.
43. 1 2 3 4  Includes متوپرولول و کارودیلول as alternatives.
44. ↑  Hydralazine is listed for use in the acute management of severe pregnancy‐induced hypertension only. Its use in the treatment of essential hypertension is not recommended in view of the availability of more evidence of efficacy and safety of other medicines.
45. ↑  Methyldopa is listed for use in the management of pregnancy‐induced hypertension only. Its use in the treatment of essential hypertension is not recommended in view of the availability of more evidence of efficacy and safety of other medicines.
46. ↑  For use in high‐risk patients.
47. ↑  In acute diarrhoea zinc sulfate should be used as an adjunct to oral rehydration salts
48. ↑  Glibenclamide not suitable above 60 years.
49. ↑  Exact type to be defined locally
50. ↑  Recommended for some high-risk populations
51. ↑  Recommended for certain regions
52. ↑  Or homatropine (hydrobromide) or cyclopentolate (hydrochloride).
53. ↑  Requires close medical supervision.
54. ↑  Ergocalciferol can be used as an alternative.
55. ↑  For use for rheumatic fever, juvenile arthritis, Kawasaki disease